# Eemhaven
De Eemhaven is de centrale geul van een complex van havens in Rotterdam dat is gelegen tussen Pernis en de Waalhaven. De aansluitende havenbekkens zijn de 1e Eemhaven, de reparatiewerf van Niehuis, de Prins Johan Frisohaven, de Prinses Beatrixhaven en de Prins Willem Alexanderhaven.

## Aanleg
De aanleg van het Eemhavengebied was begonnen in de jaren 1930 met het graven van de monding. Die monding, die er al lag voor de vereniging van Rotterdam met Pernis in 1930, kreeg bij besluit van burgemeester en wethouders op 17 juli 1934 de naam Eemshaven. In de Tweede Wereldoorlog wilde men de Eemshaven voltooien naar voorbeeld van de Keile- en de Persoonshaven. Hoewel het aanvankelijk de bedoeling was de aanleg in het kader van de werkverruiming te doen plaatsvinden, kon met het karwei om verschillende redenen niet begonnen worden. Na de oorlog werd het op de gebruikelijke wijze, en niet als werkverschaffingsproject, aanbesteed.
Eind 1946 werd tevens besloten de naam Eemshaven te veranderen in Eemhaven, dus zonder 's'. Waarschijnlijk omdat handhaving van de vernoeming van deze haven naar de Duitse rivier de Eems na de bezettingstijd niet gepast was. De Eem daarentegen is een kleine rivier in de provincie Utrecht. Later werd de naam gewijzigd in 1e Eemhaven.
Een van de eerste watergebonden bedrijven die zich in 1955 aan de Eemhaven vestigden, was Niehuis & vd Berg's Scheepsreparatiebedrijf, later een onderdeel van Damen Shiprepair Rotterdam.

## Uitbreiding
In 1961 werd door de gemeente Rotterdam besloten om de Eemhavens verder in te richten voor grootschalige klassieke stukgoedoverslag. Na de Tweede Eemhaven, tegenwoordig Prins Johan Frisohaven, werden de Prinses Beatrixhaven, de Prinses Margriethaven (gedempt in 1999), de Prinses Christinahaven (ook gedempt) en de Prins Willem Alexanderhaven gegraven.
Aan de Friso-, Beatrix- en de vroegere Margriethaven kregen de bekende stuwadoors als Müller & Co, de KNSM, Burger, Pakhoed en Quick Dispatch een plek. De klassieke stukgoedoverslag liep echter al snel terug ten gunste van vervoer per container. Bij Quick Dispatch werd in 1966 de eerste container gelost. De overslag van containers groeide zeer sterk na de vestiging van Europe Container Terminus, later genaamd Europe Container Terminals (ECT). Voor de distributie van goederen die per container worden aangevoerd werd in 1989 het Distripark Eemhaven in Rotterdam Albrandswaard, direct ten zuiden van de A15 aangelegd.
In 1999 werd de Prinses Margriethaven gedempt. Dit bood extra ruimte voor ECT en het Rail Service Centrum. Aan het gedempte gedeelte werd een nieuwe kademuur gebouwd. In de Tweede Maasvlakte ligt een nieuwe Prinses Margriethaven. Deze zogenoemde servicehaven zal de uitvalsbasis vormen voor verschillende nautische dienstverleners en ligplaatsen bieden aan de binnenvaart.

## Fotogalerij

Eemhaven
Stukgoedoverslag in de Prins Johan Frisohaven, jaren 1950
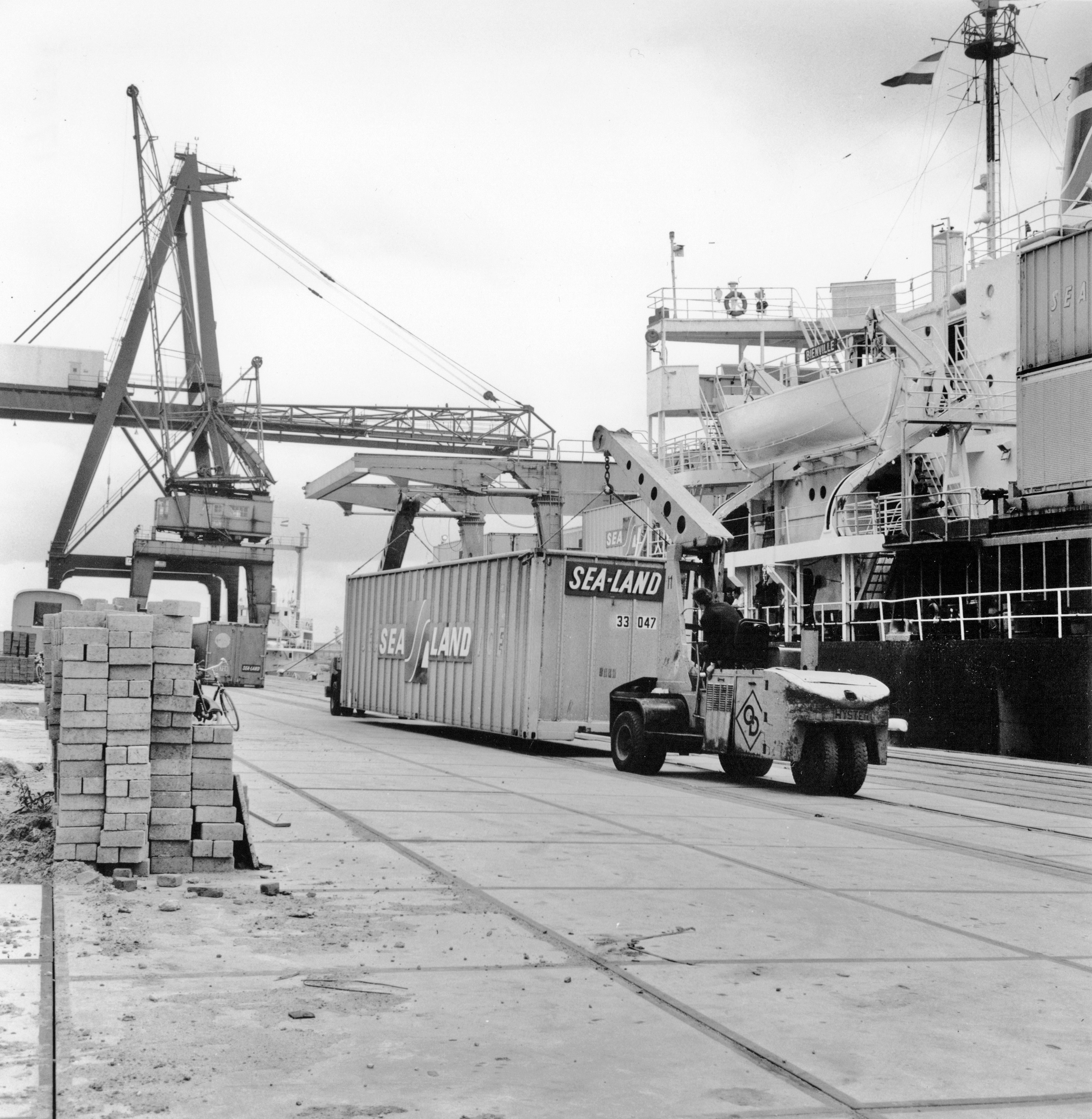
Eerste generatie containeroverslag in 1966
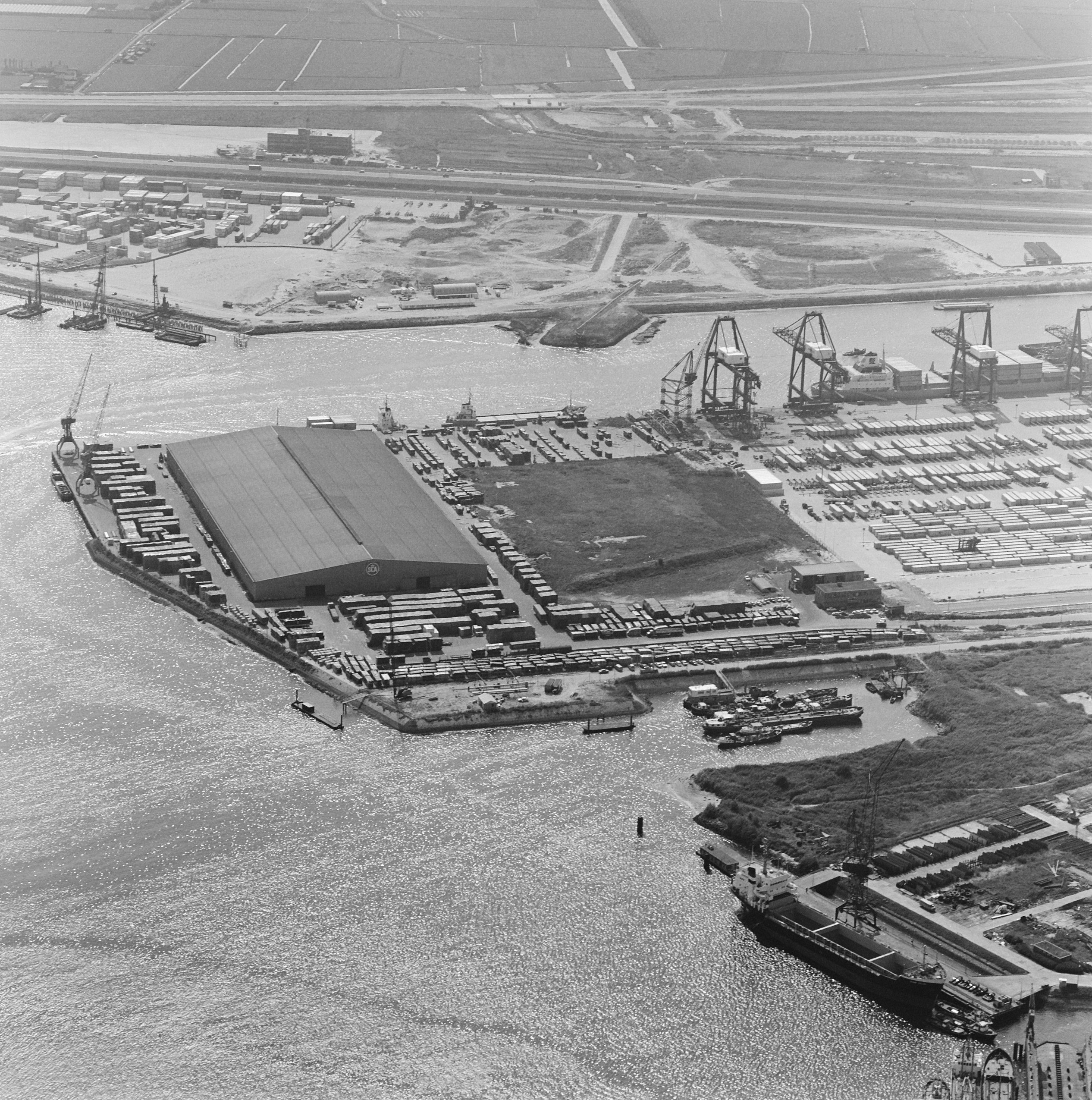
Prins Willem Alexanderhaven, jaren 1970
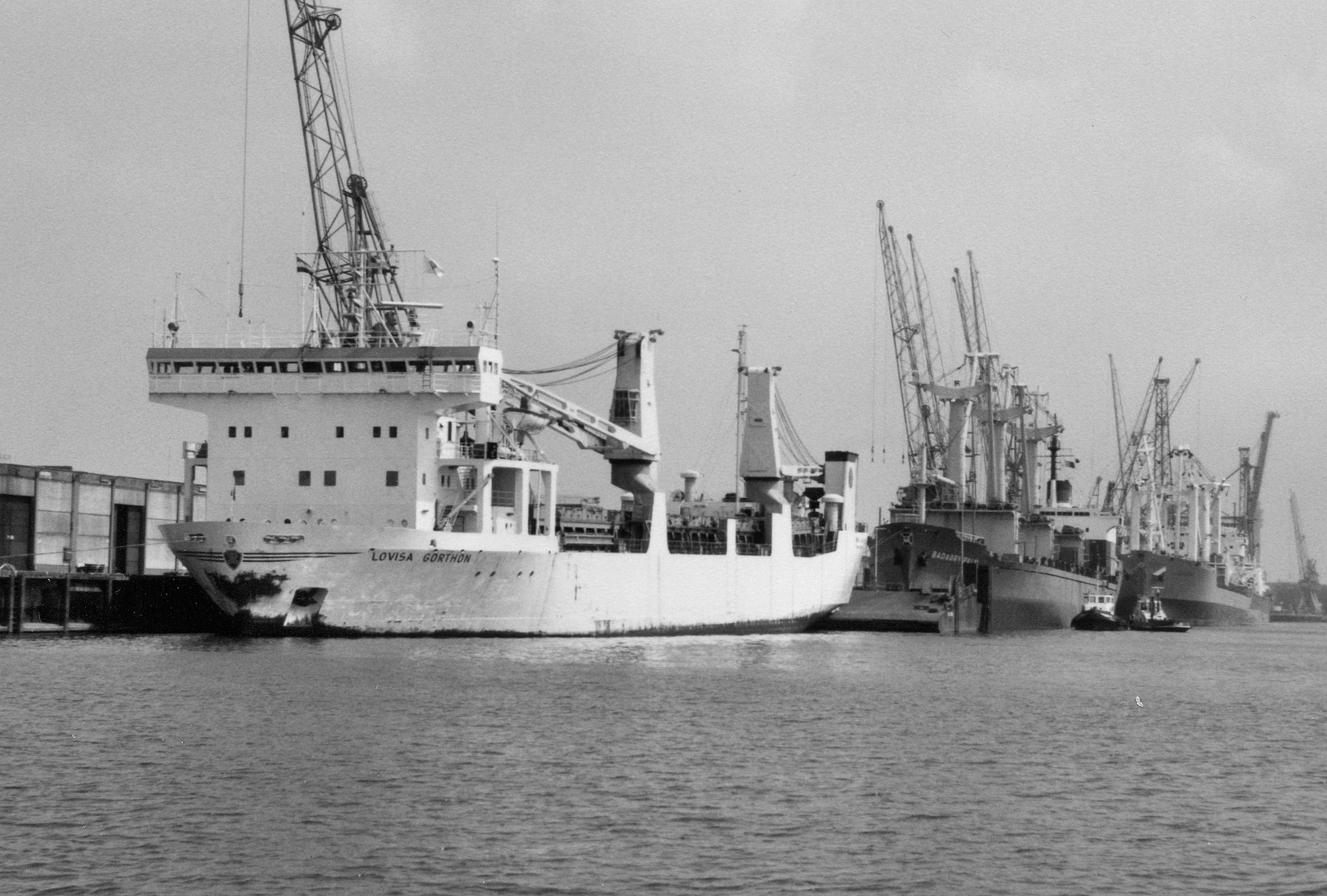
Stukgoedoverslag aan de Prinses Beatrixhaven, 1982
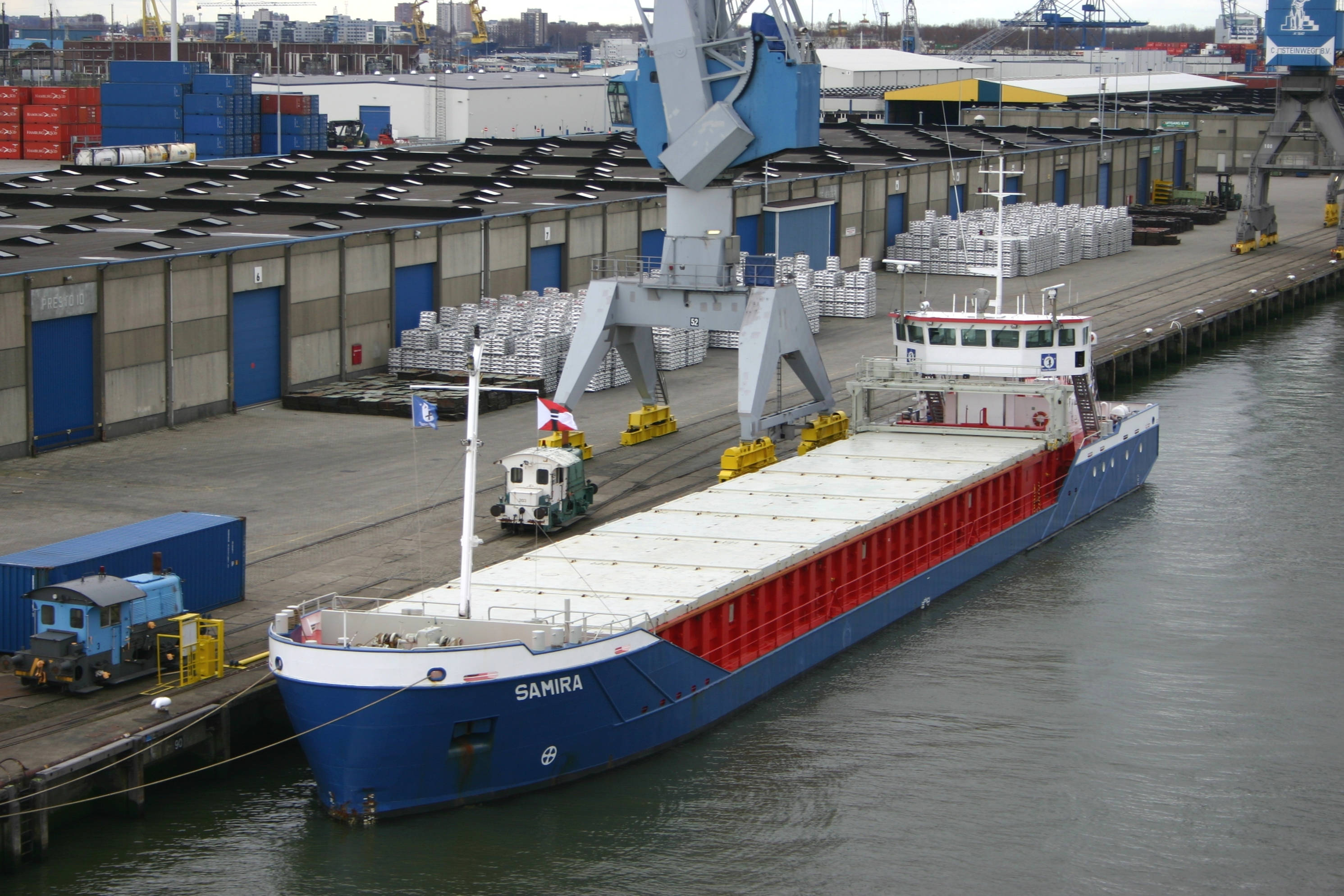
Kustvaarder Samira en aluminium opslag bij Steinweg, Prinses Beatrixhaven, 2015
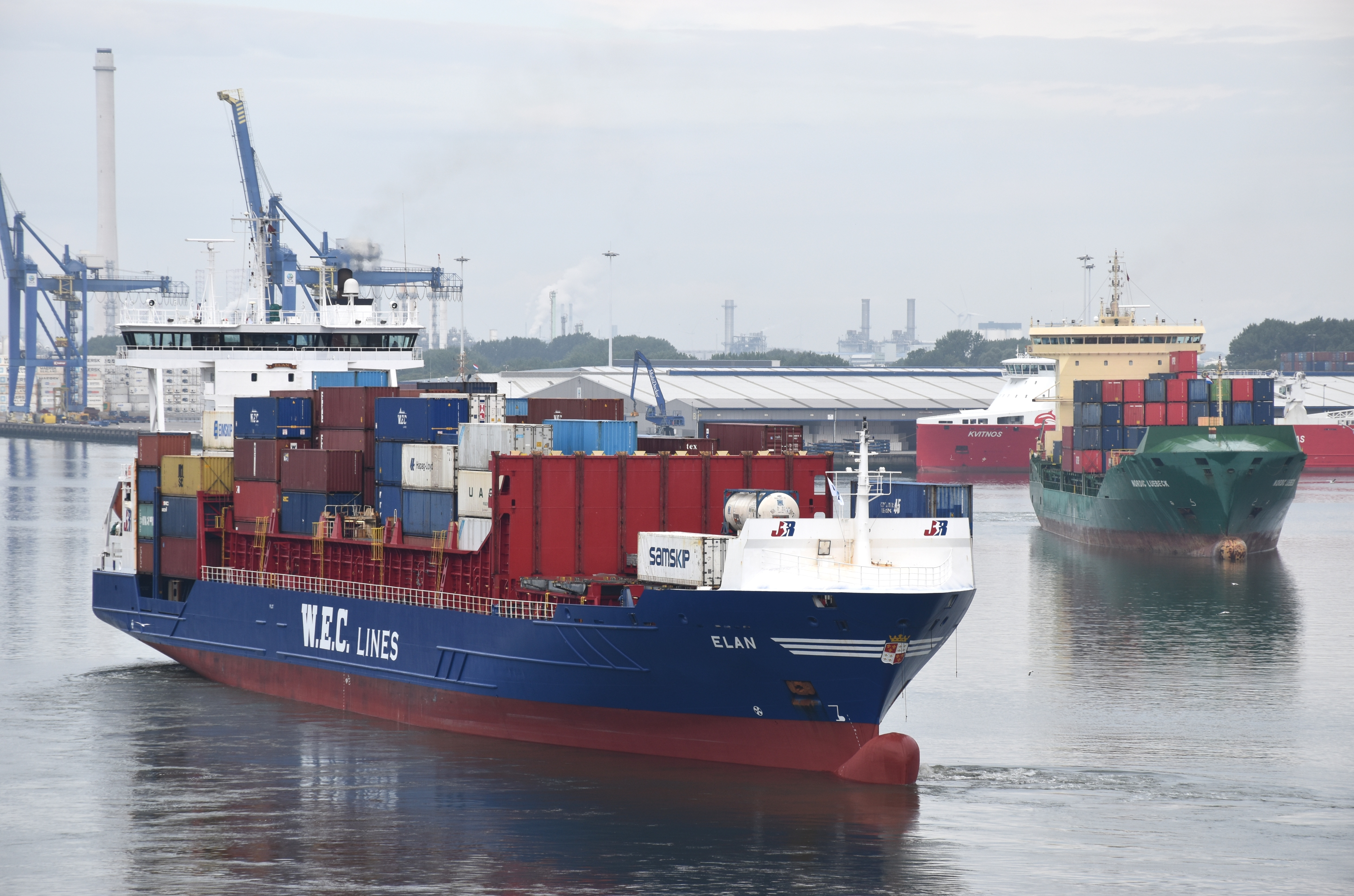
Twee containerfeeders wisselen van ligplaats bij de RST-Noord terminal
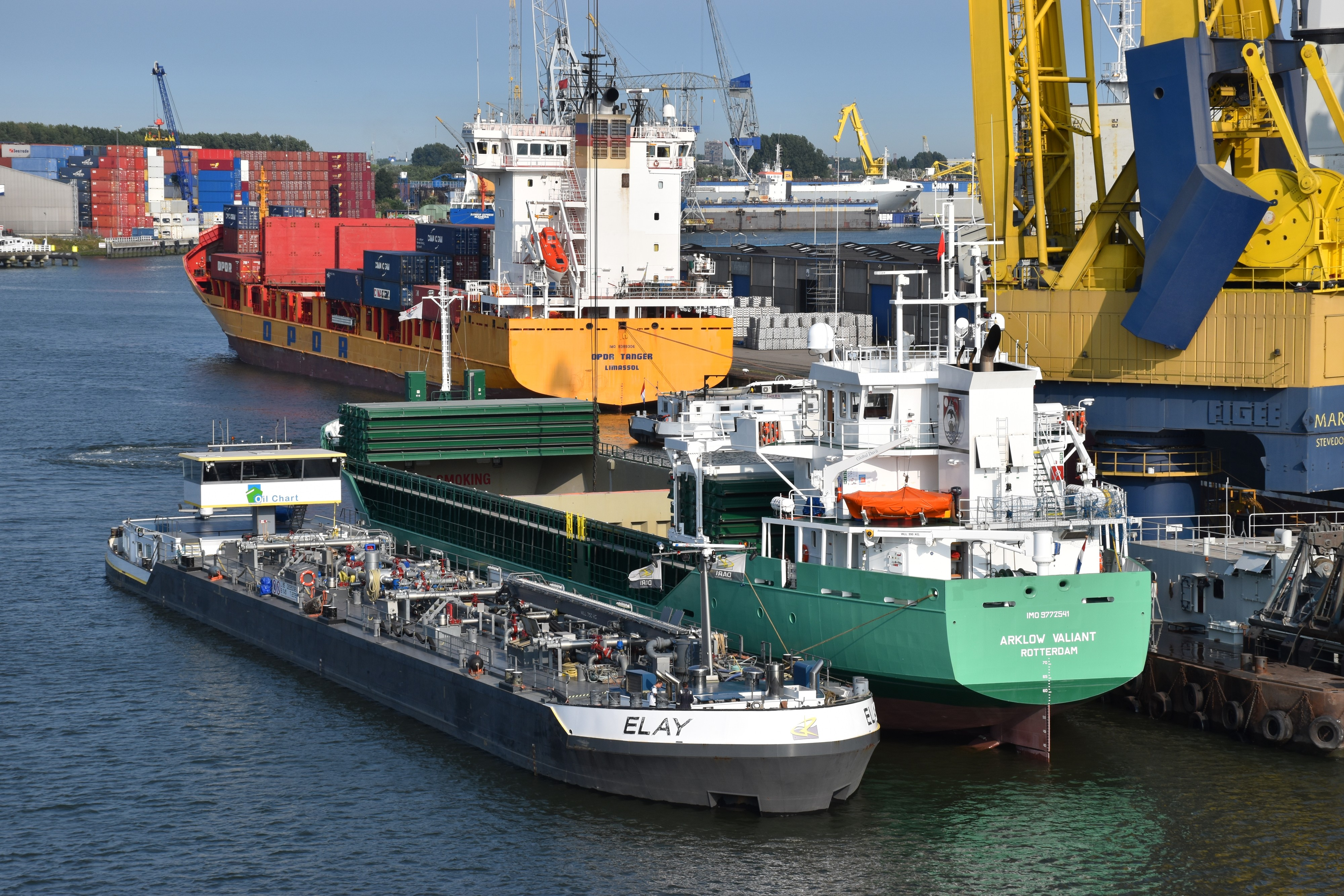
Prinses Beatrixhaven, augustus 2016
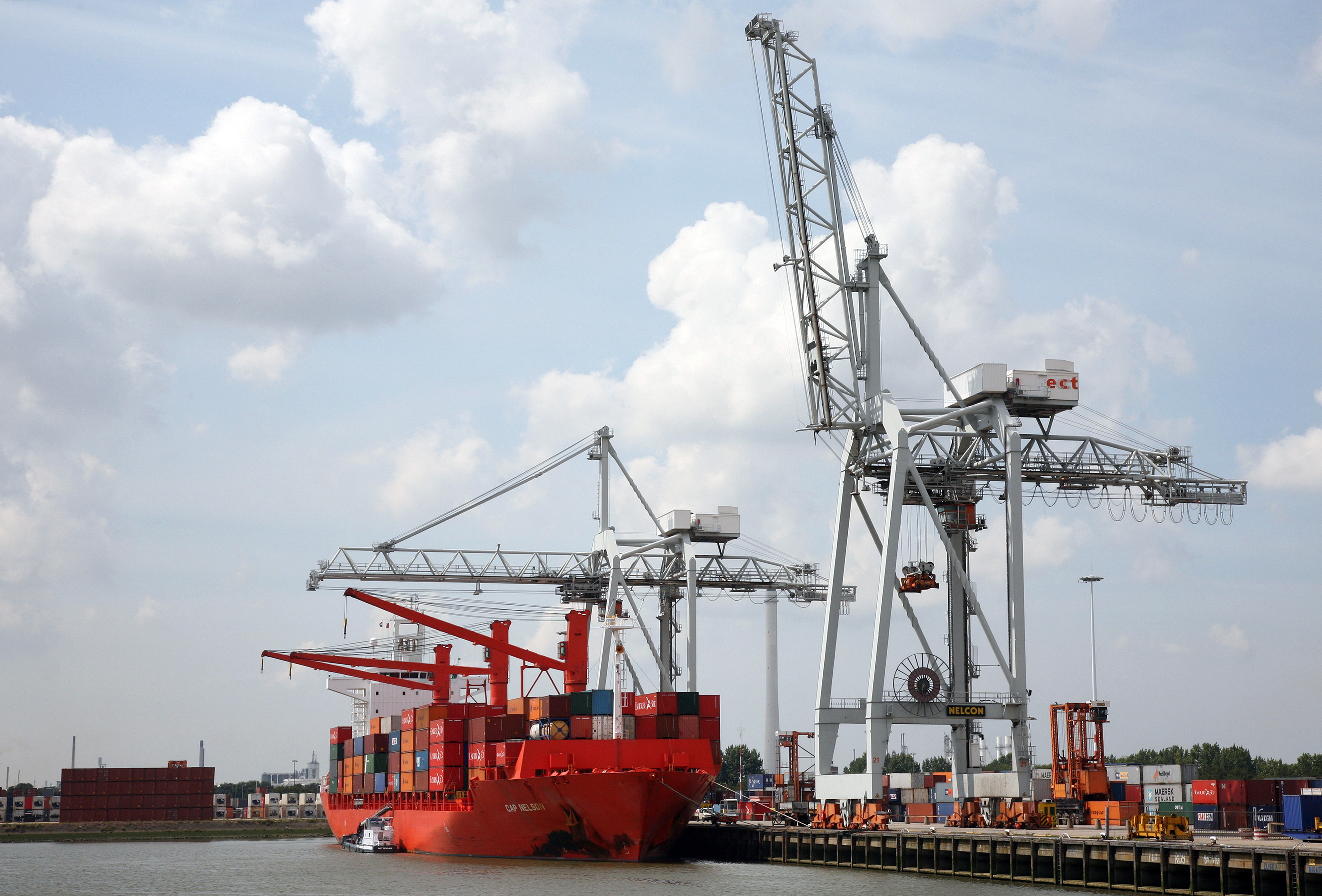
ECT terminal aan de Prins Willem Alexanderhaven
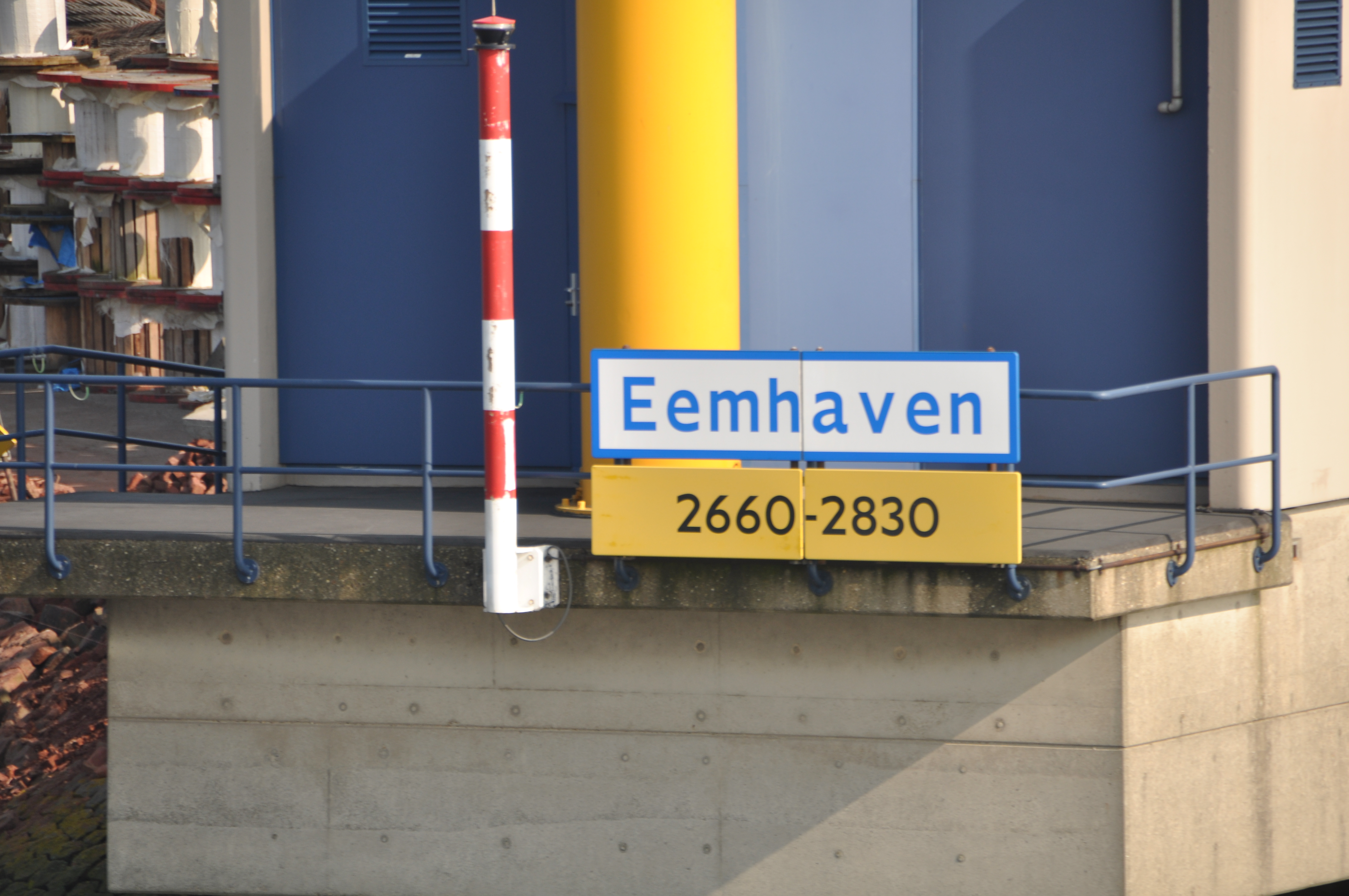
Oeverfrontnummer Eemhaven